# Pedro Arbués
Pedro Arbués, C.R.S.A. (Épila, Aragón, 1441 – Zaragoza, 17 de septiembre de 1485) fue un presbítero agustino español e inquisidor del reino de Aragón, asesinado por un grupo de judeoconversos, en la Seo de Zaragoza que fueron los únicos condenados, junto con otros dos judeoconversos como inductores, pero detrás de ellos, según Rafael Narbona, existía «toda una conspiración en la que de alguna manera estaban implicados importantes personajes, autoridades del reino y de la misma corte real: el abad del monasterio de San Juan de la Peña, los nobles Pedro Jordán de Urriés, Blasco de Alagón y Lope Ximénez de Urrea».

## Biografía
Nació en Épila en 1441, hijo de Antonio de Arbués y de Sancia Ruiz. Estudió filosofía, probablemente en Huesca y, en 1469, ingresó en el Colegio Mayor de San Clemente de Bolonia. Fue catedrático de filosofía moral en la Universidad de Bolonia durante el período de 1471-1474, adquiriendo el grado de doctor en 1473. En 1474 fue ordenado sacerdote y poco después Canónigo en la Seo de Zaragoza. 

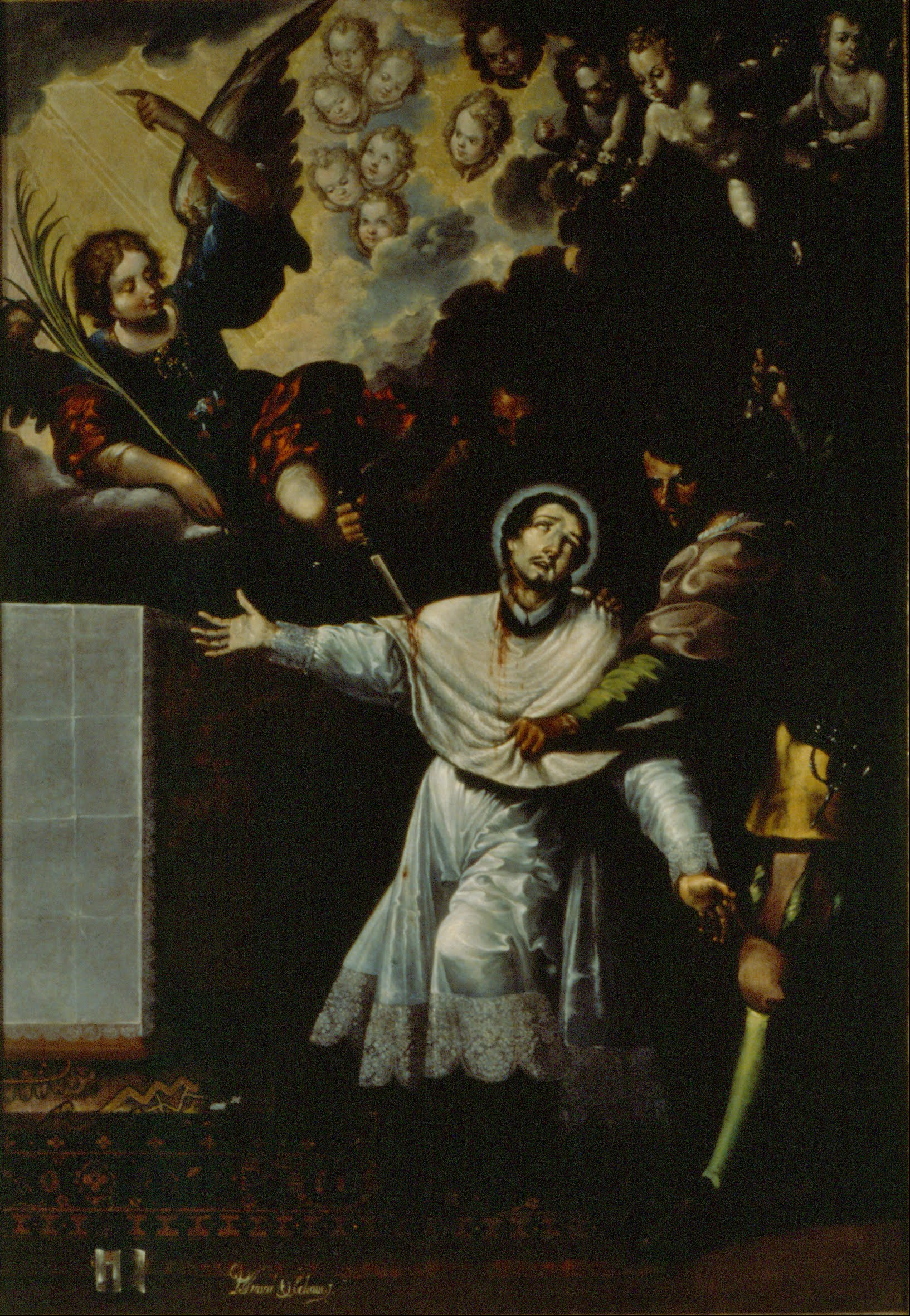
Martirio de San Pedro Arbués (1667) del pintor novohispano Baltasar de Echave Rioja, conservado en el Museo Nacional de Arte de México.

El 4 de mayo de 1484, el inquisidor general Tomás de Torquemada nombró a Pedro Arbués, junto con fray Pedro Gaspar Juglar, inquisidor de Aragón. Sin embargo, en Teruel las autoridades les negaron la entrada en la ciudad y aquellos respondieron con la excomunión de los magistrados y de todos los habitantes de la villa. El clero de Teruel recurrió entonces al Papa que revocó la excomunión y, por su parte, el municipio escribió al rey para protestar. La Diputación General de Aragón les dio su apoyo dirigiéndose también al rey afirmando que no había herejes allí y que los que hubiera debían ser tratados con monestaciones e persuasiones, no con violencia. La respuesta del rey Fernando fue contundente. En febrero de 1485 ordenó que tropas castellanas se situaran en la frontera con el reino de Aragón para obligar a las autoridades a que apoyaran y ayudaran a los inquisidores, terminando así la resistencia de Teruel a la implantación de la Inquisición.
Los nuevos inquisidores comenzaron de inmediato su labor, realizándose poco después varios autos de fe que consiguieron mediante torturas. Según informa el cronista de Aragón Jerónimo de Zurita, la actividad de la Inquisición en Aragón soliviantó los ánimos de los conversos, que solicitaron en varias ocasiones el fin de las condenas a muerte, así como los de la nobleza del reino de Aragón, que veía en la Inquisición una amenaza para el mantenimiento de los fueros del reino. 
Como consecuencia, dado que la resistencia institucional no estaba dando ningún fruto, algunos conversos del reino de Aragón decidieron pasar a la acción y tramaron una conspiración para acabar con su vida. Gaspar Juglar murió en enero de 1485, corriendo el rumor de que había sido envenenado por los judeoconversos. Arbués sufrió dos atentados de los que logró salir indemne, pero en el tercero, que tuvo lugar en la noche del 14 al 15 de septiembre de 1485, mientras rezaba arrodillado ante el altar mayor de la Seo de Zaragoza, fue acuchillado por ocho asesinos, que lograron escapar. La cota de malla que llevaba debajo del hábito no le salva porque los homicidas, que lo saben, le apuñalan en el cuello. "Los asesinos escaparon mientras los canónigos de la catedral acudían presurosos y encontraban al inquisidor agonizando". Falleció dos días después, el 17 de septiembre, como consecuencia de las heridas infligidas.

## Impacto posterior y beatificación

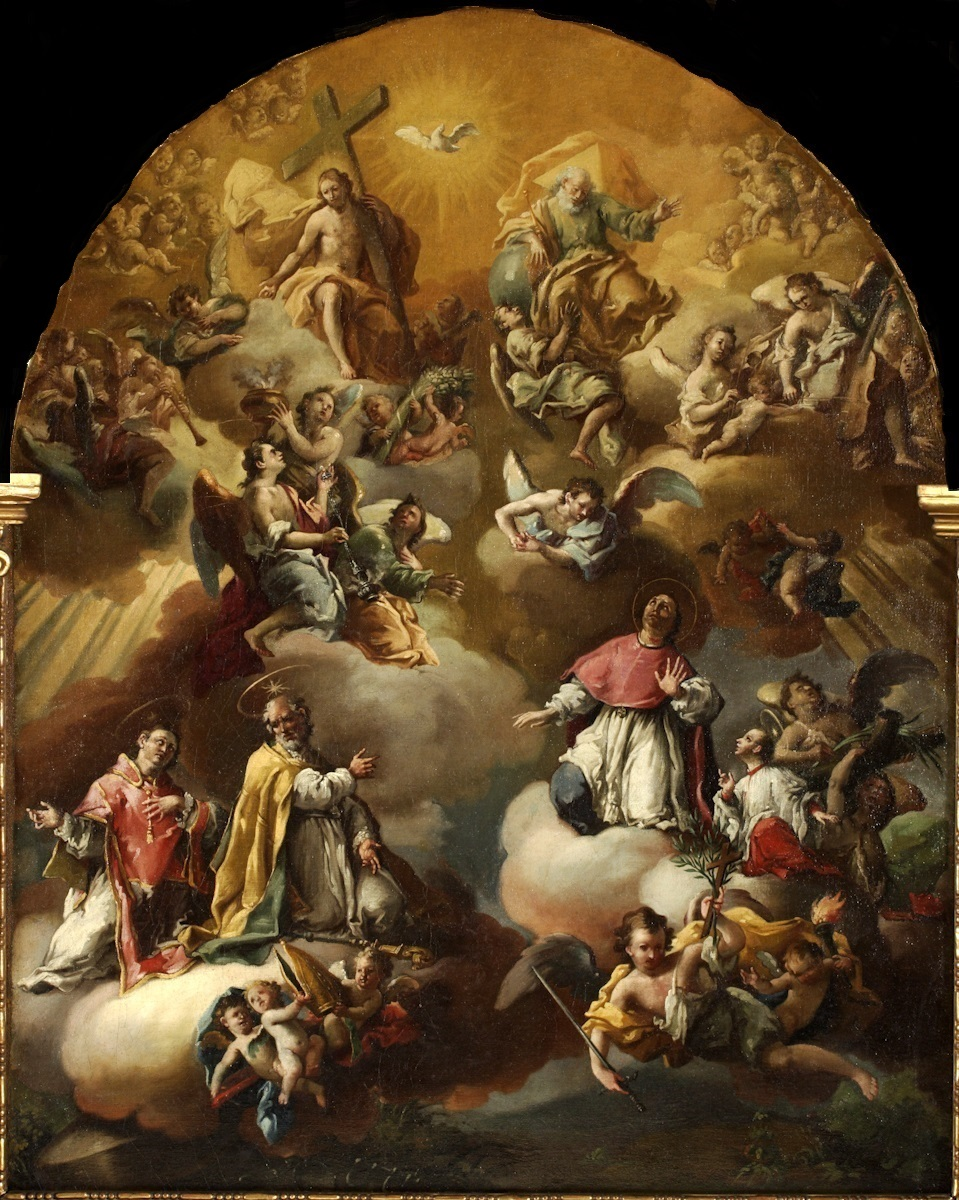
Retablo representando a San Valero, San Vicente Mártir, San Pedro Arbués y San Dominguito de Val, por José Luzán Martínez (1757), Museo de Zaragoza.

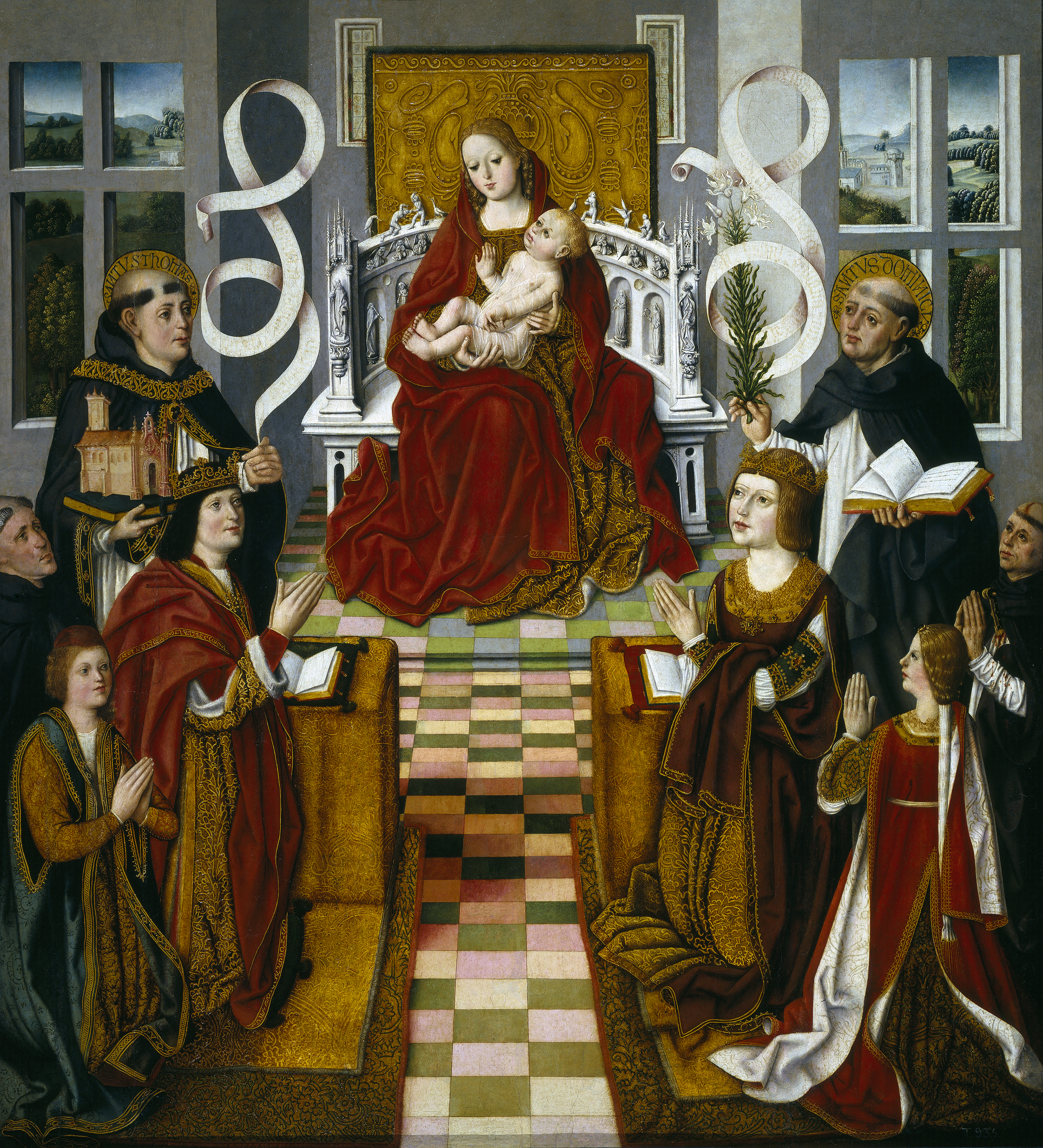
Cuadro Virgen de los Reyes Católicos en el que aparecen los reyes Fernando de Aragón e Isabel de Castilla junto con los inquisidores generales Tomás de Torquemada y Pedro de Arbués. Museo del Prado.

El crimen de Arbués suscitó el horror y la indignación en todo el reino y acrecentó el odio hacia los conversos —y hacia los judíos—, desatándose una feroz e inmisericorde represión, sobre todo cuando se detuvo a los asesinos y se comprobó que habían sido pagados por conversos —los autores del crimen, sus cómplices e instigadores fueron juzgados y ejecutados entre el 30 de junio y el 15 de diciembre de 1486 tras la celebración de sucesivos autos de fe—. Según Zurita, hubo nueve ejecutados en persona, aparte de dos suicidios, trece quemados en estatua y cuatro castigados por complicidad. A uno de los asesinos "le cortaron las manos y las clavaron en la puerta de la Diputación, tras lo cual fue arrastrado hasta la plaza del mercado, donde fue decapitado y descuartizado, y los trozos de su cuerpo colgados en las calles de la ciudad [de Zaragoza]. Otro se suicidó en su celda un día antes del tormento, rompiendo una lámpara de cristal y tragándose los fragmentos; sufrió el mismo castigo, que fue infligido a su cadáver". Las represalias se prolongaron hasta 1492 y los miembros de las principales familias conversas aragonesas, acusados de estar implicados en la conspiración, fueron detenidos y condenados a muerte por la inquisición, destruyendo "de modo efectivo la influencia de los cristianos nuevos en la administración aragonesa".
Una importante fuente del proceso a los acusados es el Libro Verde de Aragón, donde se nombran los inquiridos y su destino.
La repulsa por el crimen fue hábilmente utilizada por el rey Fernando para vencer cualquier resistencia que quedara a la implantación de la inquisición. "Organiza unos funerales solemnes para la víctima, como si se tratara de un mártir de la fe. En diciembre de 1487, la ciudad de Zaragoza manda construir un espléndido mausoleo para los restos de Arbués, con un bajorrelieve que representa la escena del asesinato. En 1490, el municipio financia dos lámparas de plata maciza que coloca ante la tumba, en la catedral; una de esas lámparas arde día y noche. Estos hechos pronto se convirtieron en leyenda".
La Iglesia católica lo considera mártir y santo. Fue beatificado por el Papa Alejandro VII el 17 de abril de 1662, y canonizado por Pío IX el 29 de junio de 1867. Su sepulcro, realizado por Gil Morlanes, se encuentra en la capilla de San Pedro Arbués de la Seo de Zaragoza. Con motivo de la beatificación, el Consejo de la Suprema Inquisición encargó en 1664 una pintura que representara el asesinato, siguiendo un modelo elaborado por el grabador Pedro de Villafranca. Dicho grabado serviría a varios artistas que elaboraron sus versiones del mismo, siendo la más notable la elaborada por Murillo, que se utilizó para presidir la Capilla de la Inquisición de Sevilla. Esta obra, al igual que muchas otras, fue robada durante la Invasión Francesa de España (1808-1814) por el mariscal Soult y llevada a Francia. Posteriormente sus herederos la revendieron y actualmente se encuentra en el Museo del Hermitage de San Petersburgo, Rusia.
Leonardo Sciascia en Morte dell'inquisitore (1964) escribe que Arbués, junto con Juan López de Cisneros (m. 1657), son "los únicos dos casos de inquisidores que murieron asesinados".
| Predecesor: Pedro Gaspar Juglar | Inquisidor General de Aragón Enero de 1485-17 de septiembre de 1485 | Sucesor: Tomás de Torquemada |